# Palomabi
Palomabi, auch Palo-Mabi, Palo Amargo oder Bijuagara, bezeichnet in Mittelamerika den Namen einer Verkaufsform einer natürlichen Arzneidroge aus der Rinde des Kreuzdorngewächses Ceanothus reclinatus (synonym Colubrina reclinata, Mabi).

## Aussehen und Geschmack
Die Rinde wird zu einem Zylinder von etwa einem Zentimeter Durchmesser gerollt. Sie ist außen bräunlich mit kleinen grauen Korkflecken längs des Wachstums, innen glatt und regelmäßig durchzogen von gelblichen Längsfurchen. Beim Kauen entwickelt die Rinde im Mund einen anfangs rein bitteren, an Süßholz erinnernden Geschmack.

## Verbreitung der Droge
Palomabi war als Arzneidroge in Nordamerika, Mittelamerika und auf den Westindischen Inseln verbreitet. Verkauft wird Palomabi heute meist auf öffentlichen Märkten in Puerto Rico.

## Wirkung
Im Verbreitungsgebiet ansässige Ärzte verabreichen ein aus der Rinde erzeugtes Getränk gegen Verdauungsstörungen sowie als Hustenlöser und Adstringens. Vermutlich ist ein Wirkstoff im Harz der Rinde. Ein Wirkstoff aus der Rinde ist bisher nicht bekannt. Die Wurzel wurde im 19. Jahrhundert von den Cherokee zur Behandlung der Gonorrhoe verwendet.